# 黃皮狗

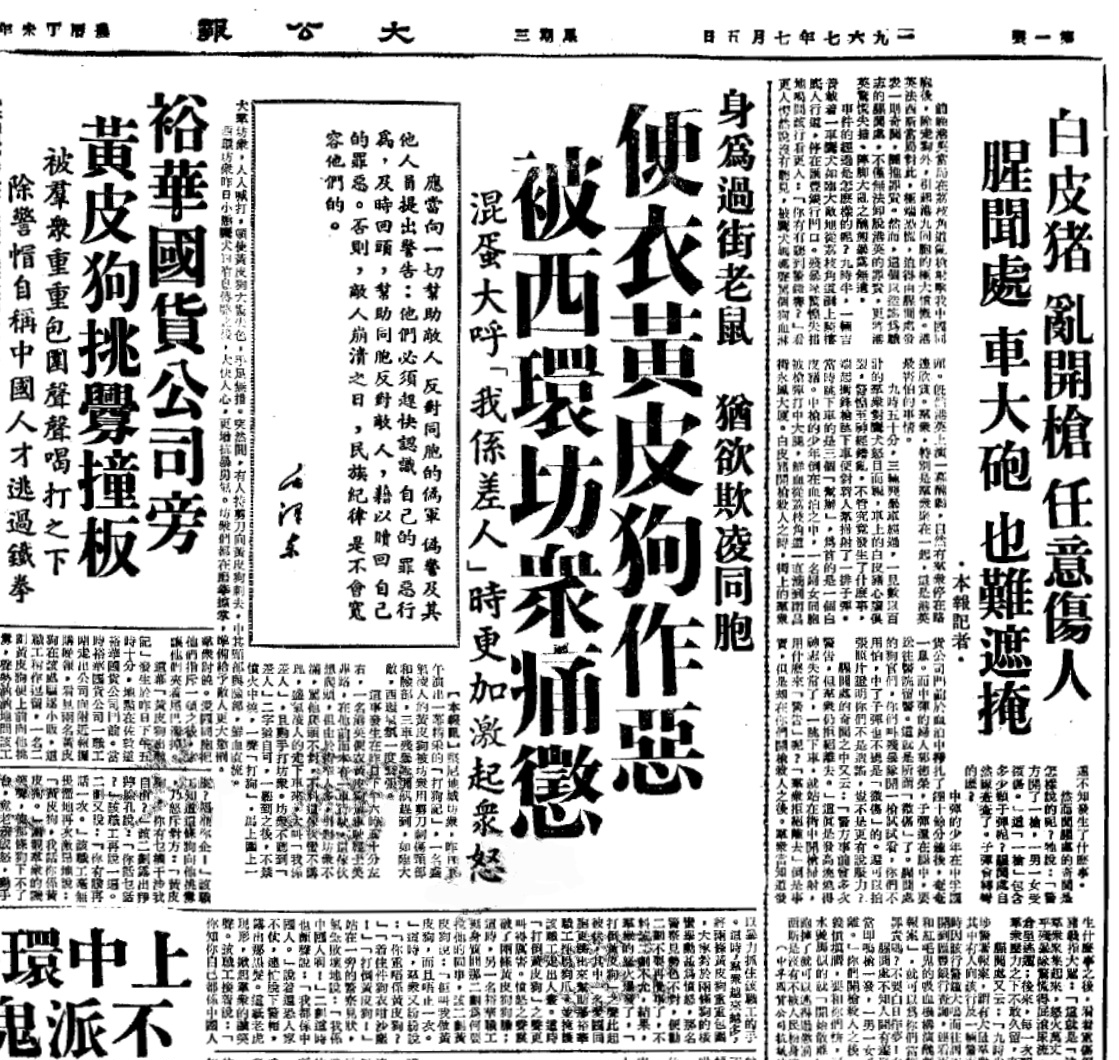
《大公報》在1967年7月5日於其中一頁的標題首句便將警察形容為「過街老鼠」，又將一名便衣警察稱作「便衣黃皮狗」；左邊的另一標題稱在裕華國貨公司外巡邏的一名警察是「黃皮狗」，左派人士更以「鐵拳」脅迫該名警員脫下警帽；至於右邊的標題則將歐裔人士蔑稱為「白皮豬」；由此可見該份報紙單是在其中一頁右上角的三個標題已經兩度提及「黃皮狗」及一次「白皮豬」

黃皮狗是1967年六七暴動期間香港左派人士對香港華人的一種称呼，將不參與左派鬥爭活動的香港人稱作黃皮膚的狗，最初僅指香港警察中的華裔警員，之後包括在左派團體發起罷工期間繼續執勤的公務員及公共服務從業員，到後來擴大至所有不支持左派動亂的香港居民都被套用到此称呼，成為左派人士批鬥被其定義為屬於崇拜西方文化的華人之辱罵性用詞，因此罵人是「黃皮狗」還是被罵作「黃皮狗」的都是華人，並且成為左派報紙在六七暴動期間的常用詞。主要由文化大革命外延引發的六七暴動至1967年年底漸被平息，左派媒體因為經常讚許暴力及發文恐嚇和辱罵致使其形象及公信力嚴重受損，左派報紙漸漸迴避使用「黃皮狗」，此後該蔑稱鮮見於媒體的評述，直至1997年12月《東方日報》在其「功夫茶」評論文章罵淫褻物品審裁處是「黃皮狗」，成為東方日報藐視法庭案的罪證之一，此称呼再次在新聞媒體廣泛報導。

## 起源

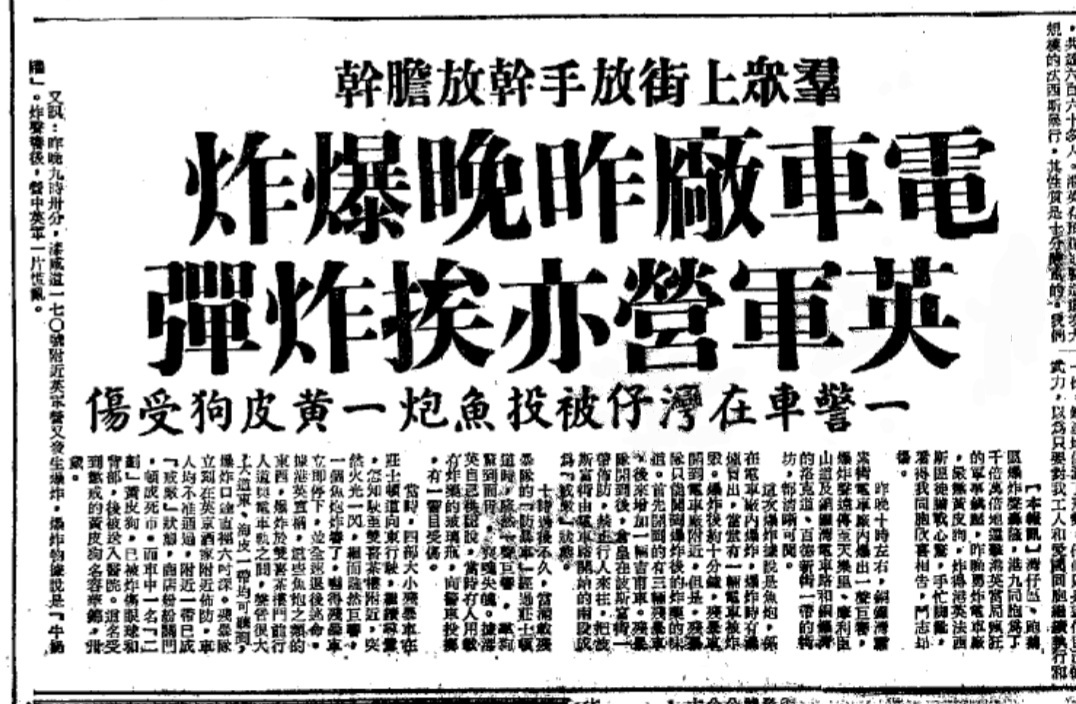
《大公報》在1967年7月18日稱「同胞」勇炸位於銅鑼灣霎東街的電車廠及位於九龍的漆咸道軍營，又提到在香港島灣仔有4架「殘暴車」被投擲魚炮，有一個「黃皮狗」受傷

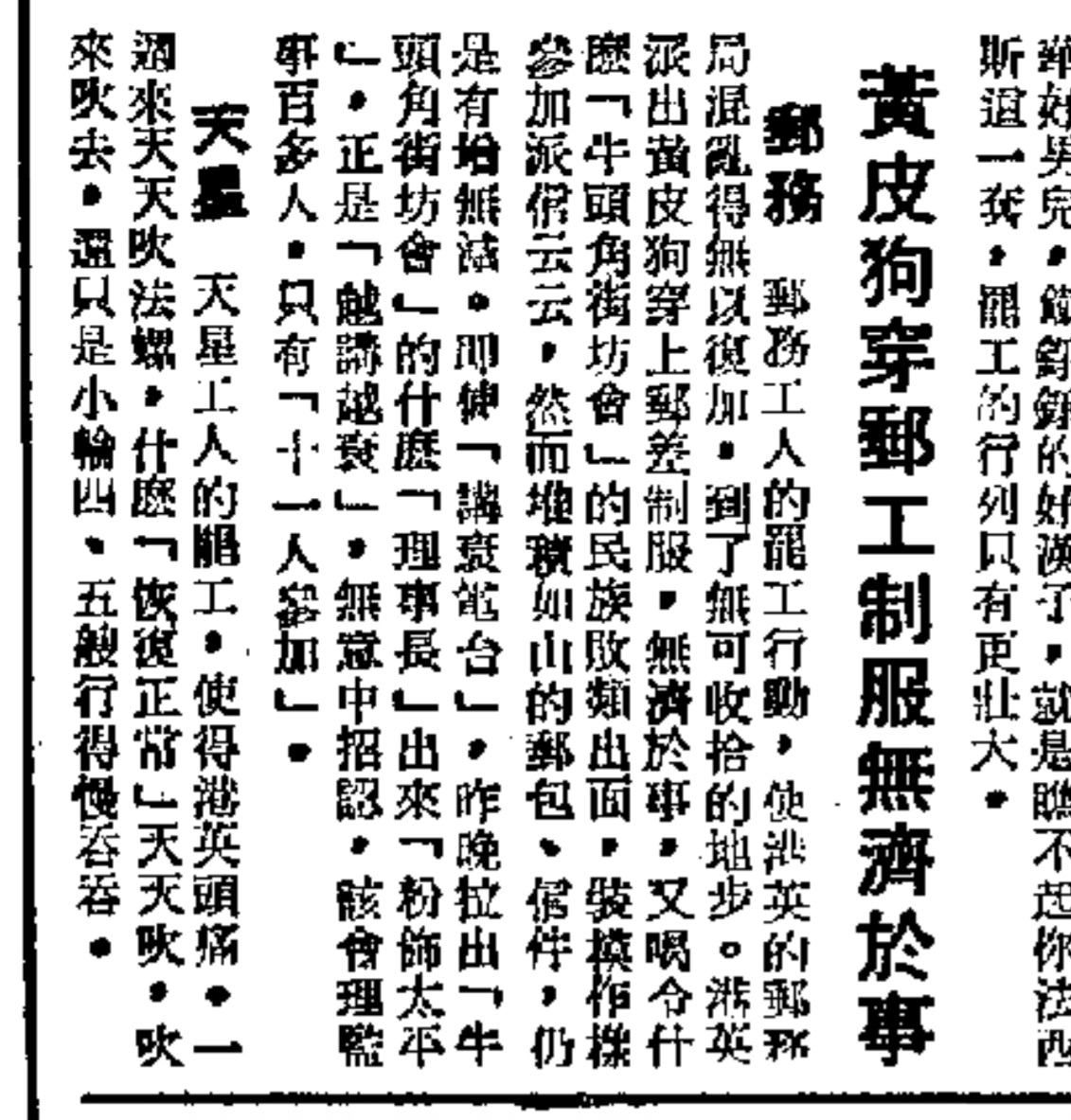
《大公報》在1967年6月17日稱不參與左派罷工而繼續在香港郵政辦公的職員，以及在郵局當義工協助維持郵遞服務的牛頭角街坊是「黃皮狗」

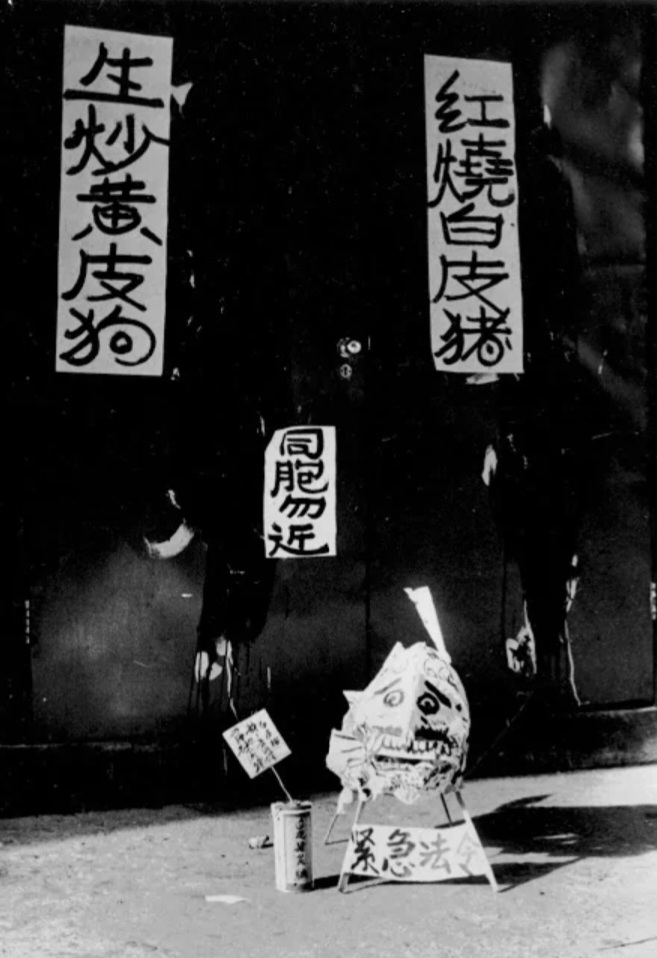
六七暴動期間，左派人士在街上放置貼有「同胞勿近」字條的土製炸彈，並張貼辱罵西方白人是「白皮豬」和不支持暴動的香港華人是「黃皮狗」的標語

「黃皮狗」的蔑稱最早被公開發表於大眾傳媒的時間可見於1967年六七暴動的左派媒體，當時左派報紙經常使用「黃皮狗」形容華人警察，並且因為當時的警官多由歐裔英國人出任，故此常與帶有種族歧視的「白皮豬」並用，形成如「紅燒白皮豬、生劏黃皮狗」等口號，左派團體亦將「黃皮狗」及「白皮豬」的蔑稱大量印製成標語、傳單及大字報，再向左派人士及左派學校的師生派發，並在社區到處張貼，而左派報紙在報導警方遇襲的相關事件時亦大字標題「生劏黃皮狗」加以渲染，鼓勵刺殺警員，當有左派份子使用土製炸彈襲擊警署及政府設施後，左派媒體在報導炸彈事件時卻描述為「炸得好，炸得妙，炸得痛快！」。對此，警務處處長伊達善於1967年8月26日譴責暴行時曾經點名批評《大公報》社長費彝民將過往的炸彈襲擊褒揚為「英雄行動」是騙人騙己。
《大公報》最早在標題使用「黃皮狗」的發文於1967年6月4日刊出，文中批評在英國倫敦的「中國海員傳道會」有華人宗教人士反對左派人士在發起六七暴動及罷工，於是將這位主持傳道會的華人稱為「黃皮狗」。隨後於1967年6月15日報導香港郵政受到左派罷工影響時，報導將不參與罷工的郵局職工稱作「黃皮狗」，其後又於6月17日把在郵局協助香港郵政維持服務的牛頭角街坊稱為「黃皮狗」。
1967年6月19日《大公報》稱「愛國報販鬥跑黃皮狗」，並於1967年6月30日同時提及「白皮豬」和「黃皮狗」不堪「愛國同胞」的英勇反擊，又將稱警車到場的警察稱作「聲有狗即見羣眾手執擔挑酒樽等衝來 成車黃皮狗登時魂飛魄散猛踏油門鬆人。」

1967年7月5日《大公報》發文稱：「身為過街老鼠猶欲欺凌同胞，便衣黃皮狗作惡被西環坊眾痛懲混蛋，大呼我係差人時更加激起眾怒，裕華國貨公司旁黃皮狗挑釁撞板，被羣眾重重包圍聲聲喝打之下，除警帽自稱中國人才逃過鐵拳。」1967年7月10日，對於左派份子在黃大仙縱火燒巴士，阻礙不參與罷工的巴士車長開車，及警方到場維持治安，其標題卻是「懲誡破壞罷工工賊，黃大仙羣眾燒巴士，數百黃皮狗馳至以開槍恐嚇，羣眾怒不可遏，紛紛饗以玻璃瓶。」
1967年7月18日《大公報》報導銅鑼灣電車廠遭到炸彈襲擊，警方派警車到灣仔維持治安，有一名警員被炸彈炸傷的報導，其標題卻是「羣眾上街放手幹放膽幹，電車廠昨晚爆炸，英軍營亦挨炸彈，一警車在灣仔被投魚炮，一黃皮狗受傷。」同於1967年7月18日，《大公報》報導昨日警方搜查香港工聯會土瓜灣會所的標題是「白皮豬識嘆，黃皮狗看門。」
六七暴動發生後守護香港邊境的香港守軍與在羅湖橋另一邊的中國解放軍一度形勢緊張，《大公報》於1967年9月18日稱：「解放軍向橋頭集中作好一切戰鬥準備，白皮豬、獸兵、黃皮狗全部放下武器。」香港警方於1967年9月20日到香港仔國華國貨公司執行警務行動，高舉「毛澤東思想」及「我偉大領袖毛主席」的左派份子大感不滿，對此《大公報》在1967年9月21日刊登標題「港英昨連襲國華國貨公司，塗污宣傳毛澤東思想櫥窗，黃皮狗出言肆意侮辱我偉大領袖毛主席，職工及香港仔街坊極憤慨嚴厲警告港英。」，同日左派份子聲言要組成更多戰鬥組發動更多襲擊，該報紙的標題為「美資商行華員來信號召組更多戰鬥組，我們希望其他美資商行的兄弟和我們一樣組織戰鬥小組打擊敵人，我們現在已這樣做黃皮狗白皮豬已嚐過我們的玻璃樽。」

## 駐港英軍幽默回應

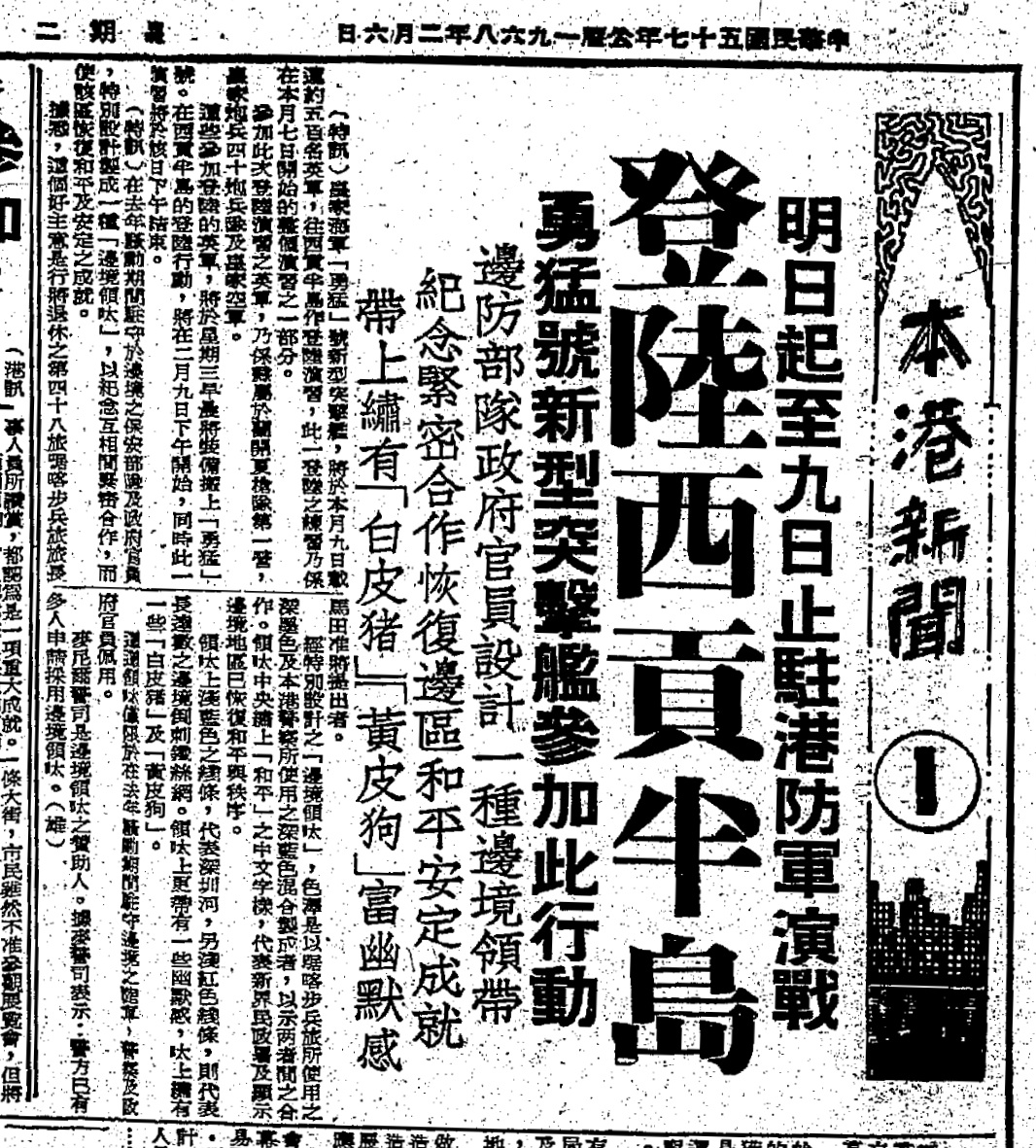
《華僑日報》在1968年2月6日報導駐港英軍為慶賀香港平息鬥委會等左派組織發起的六七暴動後香港由亂入治，香港邊境恢復和平穩定，特別設計了一款「邊境領帶」供曾經駐守於香港邊境平亂的軍人和警察配戴，該款領帶將左派人士經常辱罵人的「白皮豬」和「黃皮狗」融入為設計元素，使領帶的設計富有幽默感

1968年2月5日，駐港英軍第48啹喀步兵旅旅長馬田准將在退休前為慶祝香港平息左派團體發起的六七暴動後香港由亂入治，邊境恢復和平穩定，軍方在馬田准將的提議下設計出一款「邊境領帶」，這款領帶的用色由啹喀步兵旅領帶的墨綠色和香港警察領帶的深藍色混合而成，表示駐港英軍與香港警察緊密合作維護和平穩定，在領帶的中央繡上了中文字「和平」，藍色線條代表在邊境的深圳河、紅色線條代表設於邊境的有刺鐵絲網，最有趣的是領帶繡上左派人士經常辱罵人的「白皮豬」和「黃皮狗」中文字詞，使這款領帶充滿幽默感。駐守於香港邊境的麥尼爾警司是設計「邊境領帶」的贊助人，麥警司表示香港警隊已有多人申領這款「邊境領帶」領帶，而這款「邊境領帶」只限曾於1967年六七暴動期間在香港邊境駐守及止暴制亂的警察、軍人及政府官員佩戴。

## 後續評論
2017年是六七暴動50週年，雖然香港特區政府對於六七暴動的歷史採取迴避態度，但是香港社會仍然對研究這一段左派動亂有著濃厚興趣及評論，曾於1967年參與暴動的人士、傳媒界人士及學者，一起出席公開研討會，但在部分議題發生爭論，如六七暴動第一個炸彈的出現時間，雖然當年《文匯報》副總編輯金堯如曾經指出第一個炸彈於1967年6月10日被放置在北角電車總站，只是這枚土製炸彈試爆失敗才沒有太多核心鬥委以外的人得悉，而在1967年7月12日發生的大埔鄉事會會所爆炸案是第一宗獲多方媒體確定由炸彈襲擊造成的爆炸，及後炸彈襲擊的範圍擴大到公共交通系統並造成無辜市民死傷，而使用炸彈襲擊平民設施卻導致左派盡失民心，幾十年後有部分左派人士為淡化其暴力罪行，因此宣稱1967年香港炸彈浪潮是被迫發起及只提將炸彈襲擊警署，並且引用《大公報》在1967年7月13日在讀者來論刊登的「觀塘警署爆炸記」聲稱第一個炸彈是在7月9日炸觀塘警署，該篇文章描述「一聲震耳欲聾的巨響」，又形容「一群群『黃皮狗』棄門而逃」，不過因為「觀塘警署爆炸記」本身是讀者投稿而非新聞報導，1967年7月9日及往後數天也沒有任何媒體包括支持動亂的左派媒體提及觀塘警署發生爆炸，又在大埔鄉委會爆炸後才登出，學者及傳媒界人士均指出讀者投稿文章「觀塘警署爆炸記」的可信度極低。